# Samsung Lions
O Samsung Lions é um clube profissional de beisebol sul-coreano sediado em Daegu, Coreia do Sul. A equipe disputa a KBO League.

## História
Foi fundado em 1982 na cidade de Daegu,possui uma longa afiliação com a KBO League,foi dos 6 times a fundar a nova liga de beisebol coreana,possui 13 titulos e é o segundo maior campeão atrás apenas do Kia Tigers